# Slim (Algeria)
Slim è un comune dell'Algeria, situato nella provincia di M'Sila.